# Congratulations (Sydney Youngblood-dal)
A Congratulations című dal az amerikai-német származású énekes Sydney Youngblood Feeling Free című debütáló albumának 2. kimásolt kislemeze. A dal nem volt túl sikeres, így slágerlistás helyezést sem ért el.

## Megjelenések
12"  Circa – 611 924-213
- A	Congratulations (Punchline Mix) 7:00
- B1	Congratulations (Homeboy Megagrooves) 5:13
- B2	Congratulations (Pain In The Acieed) 5:46

## A dal felhasználása
A Congratulations című dalhoz az alábbi zenei alapot használták fel: 
- The Soul Searchers - Ashley's Roachclip (1974)[3]